# تپه علی کام و آرامگاه علی کام
تپه علی کام و بقعه علی کام در شهرستان شوشتر، روستای گاومیش آباد واقع شده و این اثر در تاریخ ۲۵ اسفند ۱۳۷۸ با شمارهٔ ثبت ۲۶۱۷ به‌عنوان یکی از آثار ملی ایران به ثبت رسیده است.